# Kitzowit Indian Reserve 20
Kitzowit Indian Reserve 20 är ett reservat i Kanada.   Det ligger i provinsen British Columbia, i den södra delen av landet, 3 400 km väster om huvudstaden Ottawa.
I omgivningarna runt Kitzowit Indian Reserve 20 växer i huvudsak barrskog. Runt Kitzowit Indian Reserve 20 är det glesbefolkat, med 9 invånare per kvadratkilometer.